# Seznam zmagovalcev Odprtega prvenstva ZDA - moške dvojice
Seznam zmagovalcev teniškega turnirja Odprto prvenstvo ZDA med moškimi dvojicami.

## Zmagovalci po letih
| Leto | Zmagovalca                              | Druga                                      | Rezultat finala           |
| ---- | --------------------------------------- | ------------------------------------------ | ------------------------- |
| 1881 | Clarence Clark Frederick Winslow Taylor | Alexander Van Renssalaer A.E. Newbold      | 6-5, 6-4, 6-5             |
| 1882 | Richard Sears James Dwight              | Crawford Nightingale G. M Smith            | 6-2, 6-4, 6-4             |
| 1883 | Richard Sears James Dwight              | Alexander Van Renssalaer A.E. Newbold      | 6-0, 6-2, 6-2             |
| 1884 | Richard Sears James Dwight              | Alexander Van Renssalaer A.E. Newbold      | 6-4, 6-1, 8-10, 6-4       |
| 1885 | Richard Sears Joseph Clark              | Henry Slocum W.P Knapp                     | 6-3, 6-0, 6-2             |
| 1886 | Richard Sears James Dwight              | Howard Taylor Godfrey Binley               | 7-5, 5-7, 7-5, 6-4        |
| 1887 | Richard Sears James Dwight              | Howard Taylor Henry Slocum                 | 6-4, 3-6, 2-6, 6-3, 6-3   |
| 1888 | Oliver Campbell Valentine G. Hall       | Clarence Hobart E.P. Macmullen             | 6-4, 6-2, 6-2             |
| 1889 | Henry Slocum Howard Taylor              | Valentine G. Hall Oliver Campbell          | 6-1 6-3 6-2               |
| 1890 | Valentine G. Hall Clarence Hobart       | Charles Carver John Ryerson                | 6-3 4-6 6-2 2-6 6-3       |
| 1891 | Oliver Campbell Bob Huntington          | Valentine G. Hall Clarence Hobart          | 6-3 6-4 8-6               |
| 1892 | Oliver Campbell Bob Huntington          | Valentine G. Hall Edward L. Hall           | 6-4 6-2 4-6 6-3           |
| 1893 | Clarence Hobart Fred Hovey              | Oliver Campbell Bob Huntington             | 6-3 6-4 4-6 6-2           |
| 1894 | Clarence Hobart Fred Hovey              | Carr Neel Sam Neel                         | 6-3 8-6 6-1               |
| 1895 | Malcolm Chance Robert Wrenn             | Clarence Hobart Fred Hovey                 | 7-5 6-1 8-6               |
| 1896 | Carr Neel Sam Neel                      | Robert Wrenn Malcolm Chance                | 6-3 1-6 6-1 3-6 6-1       |
| 1897 | Leo Ware George Sheldon                 | Harold Mahony Harold Nisbet                | 11-13 6-2 9-7 1-6 6-1     |
| 1898 | Leo Ware George Sheldon                 | Holcombe Ward Dwight F. Davis              | 1-6 7-5 6-4 4-6 7-5       |
| 1899 | Holcombe Ward Dwight F. Davis           | Leo Ware George Sheldon                    | 6-4 6-4 6-3               |
| 1900 | Holcombe Ward Dwight F. Davis           | Fred Alexander Raymond Little              | 6-4 9-7 12-10             |
| 1901 | Holcombe Ward Dwight F. Davis           | Leo Ware Beals Wright                      | 6-3 9-7 6-1               |
| 1902 | Reggie Doherty Laurie Doherty           | Holcombe Ward Dwight F. Davis              | 11-9 12-10 6-4            |
| 1903 | Reggie Doherty Laurie Doherty           | Kreigh Collins Harry Wainder               | 7-5 6-3 6-3               |
| 1904 | Holcombe Ward Beals Wright              | Kreigh Collins Raymond Little              | 1-6 6-2 3-6 6-4 6-1       |
| 1905 | Holcombe Ward Beals Wright              | Fred Alexander Harold Hackett              | 6-4 6-4 6-1               |
| 1906 | Holcombe Ward Beals Wright              | Fred Alexander Harold Hackett              | 6-3 3-6 6-3 6-3           |
| 1907 | Fred Alexander Harold Hackett           | Nat Thornton B. Grant                      | 6-2 6-1 6-1               |
| 1908 | Fred Alexander Harold Hackett           | Raymond Little Beals Wright                | 6-1 7-5 6-2               |
| 1909 | Fred Alexander Harold Hackett           | Maurice McLoughlin George Janes            | 6-4 6-4 6-0               |
| 1910 | Fred Alexander Harold Hackett           | Tom Bundy Trowridge Hendrick               | 6-1, 8-6, 6-3             |
| 1911 | Raymond Little Gus Touchard             | Fred Alexander Harold Hackett              | 7-5, 13-15, 6-2, 6-4      |
| 1912 | Maurice McLoughlin Tom Bundy            | Raymond Little Gustave Touchard            | 3-6, 6-2, 6-1, 7-5        |
| 1913 | Maurice McLoughlin Tom Bundy            | John Strachan Clarence Griffin             | 6-4, 7-5, 6-1             |
| 1914 | Maurice McLoughlin Tom Bundy            | George Church Dean Mathey                  | 6-4, 6-2, 6-4             |
| 1915 | Clarence Griffin Bill Johnston          | Maurice McLoughlin Tom Bundy               | 2-6, 6-3, 6-4, 3-6, 6-3   |
| 1916 | Clarence Griffin Bill Johnston          | Maurice McLoughlin Ward Dawson             | 6-4, 6-3, 5-7, 6-3        |
| 1917 | Fred Alexander Harold Throckmorton      | Harry Johnson Irving Wright                | 11-9, 6-4, 6-4            |
| 1918 | Vincent Richards Bill Tilden            | Fred Alexander Beals Wright                | 6-3, 6-4, 3-6, 2-6, 6-2   |
| 1919 | Norman Brookes Gerald Patterson         | Vincent Richards Bill Tilden               | 8-6, 6-3, 4-6, 4-6, 6-2   |
| 1920 | Clarence Griffin Bill Johnston          | Willis Davis Roland Roberts                | 6–2, 6–2, 6–3             |
| 1921 | Vincent Richards Bill Tilden            | Watson Washburn R. Norris Williams         | 13–11, 12–10, 6–1         |
| 1922 | Vincent Richards Bill Tilden            | Pat O'Hara Gerald Patterson                | 4–6, 6–1, 6–3, 6–4        |
| 1923 | Brian Norton Bill Tilden                | Watson Washburn R. Norris Williams         | 3–6, 6–2, 6–3, 5–7, 6–2   |
| 1924 | Howard Kinsey Robert Kinsey             | Pat O'Hara Gerald Patterson                | 7–5, 5–7, 7–9, 6–3, 6–4   |
| 1925 | Vincent Richards R. Norris Williams     | John Hawkes Gerald Patterson               | 6–2, 8–10, 6–4, 11–9      |
| 1926 | Vincent Richards R. Norris Williams     | Alfred Chapin Bill Tilden                  | 6–4, 6–8, 11–9, 6–3       |
| 1927 | Frank Hunter Bill Tilden                | Bill Johnston R. Norris Williams           | 10–8, 6–3, 6–3            |
| 1928 | George Lott John F. Hennessey           | Gerald Patterson John Hawkes               | 6–2, 6–1, 6–2             |
| 1929 | George Lott John Doeg                   | Berkeley Bell Lewis White                  | 10–8, 1–6, 6–4, 6–1       |
| 1930 | George Lott John Doeg                   | Wilmer Allison John Van Ryn                | 8–6, 6–3, 3–6, 13–15, 6–4 |
| 1931 | Wilmer Allison John Van Ryn             | Gregory Mangin Berkeley Bell               | 6–4, 6–3, 6–2             |
| 1932 | Ellsworth Vines Keith Gledhill          | Wilmer Allison John Van Ryn                | 6–4, 6–3, 6–2             |
| 1933 | George Lott Lester Stoefen              | Frank Shields Frank Parker                 | 11–13, 9–7, 9–7, 6–3      |
| 1934 | George Lott Lester Stoefen              | Wilmer Allison John Van Ryn                | 6–4, 9–7, 3–6, 6–4        |
| 1935 | Wilmer Allison John Van Ryn             | Don Budge Gene Mako                        | 6–2, 6–3, 2–6, 3–6, 6–1   |
| 1936 | Don Budge Gene Mako                     | Wilmer Allison John Van Ryn                | 6–4, 6–2, 6–4             |
| 1937 | Gottfried von Cramm Henner Henkel       | Don Budge Gene Mako                        | 6–4, 7–5, 6–4             |
| 1938 | Don Budge Gene Mako                     | John Bromwich Adrian Quist                 | 6–3, 6–2, 6–1             |
| 1939 | John Bromwich Adrian Quist              | John Crawford Harry Hopman                 | 8–6, 6–1, 6–4             |
| 1940 | Jack Kramer Ted Schroeder               | Gardnar Mulloy Henry Prusoff               | 6–4, 8–6, 9–7             |
| 1941 | Jack Kramer Ted Schroeder               | Gardnar Mulloy Wayne Sabin                 | 9–7, 6–4, 6–2             |
| 1942 | Gardnar Mulloy Bill Talbert             | Ted Schroeder Sidney Wood                  | 9–7, 7–5, 6–1             |
| 1943 | Jack Kramer Frank Parker                | David Freeman Bill Talbert                 | 6–2, 6–4, 6–4             |
| 1944 | Robert Falkenburg Don McNeill           | Francisco Segura Bill Talbert              | 7–5, 6–4, 3–6, 6–1        |
| 1945 | Gardnar Mulloy Bill Talbert             | Robert Falkenburg Jack Tuero               | 12–10, 8–10, 12–10, 6–2   |
| 1946 | Gardnar Mulloy Bill Talbert             | Don McNeill Frank Guernsey                 | 3–6, 6–4, 2–6, 6–3, 20–18 |
| 1947 | Jack Kramer Ted Schroeder               | William Talbert Bill Sidwell               | 6–4, 7–5, 6–3             |
| 1948 | Gardnar Mulloy Bill Talbert             | Frank Parker Ted Schroeder                 | 1–6, 9–7, 6–3, 3–6, 9–7   |
| 1949 | John Bromwich Bill Sidwell              | Frank Sedgman George Worthington           | 6–4, 6–0, 6–1             |
| 1950 | John Bromwich Frank Sedgman             | Gardnar Mulloy Bill Talbert                | 7–5, 8–6, 3–6, 6–1        |
| 1951 | Ken McGregor Frank Sedgman              | Don Candy Mervyn Rose                      | 10–8, 6–4, 4–6, 7–5       |
| 1952 | Mervyn Rose Vic Seixas                  | Ken McGregor Frank Sedgman                 | 3–6, 10–8, 10–8, 6–8, 8–6 |
| 1953 | Rex Hartwig Mervyn Rose                 | Gardnar Mulloy Bill Talbert                | 6–4, 4–6, 6–2, 6–4        |
| 1954 | Vic Seixas Tony Trabert                 | Lew Hoad Ken Rosewall                      | 3–6, 6–4, 8–6, 6–3        |
| 1955 | Kosei Kamo Acuši Mijagi                 | Gerald Moss Bill Quillian                  | 6–3, 6–3, 3–6, 1–6, 6–4   |
| 1956 | Lew Hoad Ken Rosewall                   | Hamilton Richardson Vic Seixas             | 6–2, 6–2, 3–6, 6–4        |
| 1957 | Ashley Cooper Neale Fraser              | Gardnar Mulloy Budge Patty                 | 4–6, 6–3, 9–7, 6–3        |
| 1958 | Alex Olmedo Hamilton Richardson         | Sam Giammalva Barry MacKay                 | 3–6, 6–3, 6–4, 6–4        |
| 1959 | Roy Emerson Neale Fraser                | Alex Olmedo Earl Buchholz                  | 3–6, 6–3, 5–7, 6–4, 7–5   |
| 1960 | Roy Emerson Neale Fraser                | Rod Laver Bob Mark                         | 9–7, 6–2, 6–4             |
| 1961 | Chuck McKinley Dennis Ralston           | Rafael Osuna Antonio Palafox               | 6–3, 6–4, 2–6, 13–11      |
| 1962 | Rafael Osuna Antonio Palafox            | Chuck McKinley Dennis Ralston              | 6–4, 10–12, 1–6, 9–7, 6–3 |
| 1963 | Chuck McKinley Dennis Ralston           | Rafael Osuna Antonio Palafox               | 9–7, 4–6, 5–7, 6–3, 11–9  |
| 1964 | Chuck McKinley Dennis Ralston           | Mike Sangster Graham Stilwell              | 6–3, 6–2, 6–4             |
| 1965 | Roy Emerson Fred Stolle                 | Frank Froehling Charles Pasarell           | 6–4, 10–12, 7–5, 7–3      |
| 1966 | Roy Emerson Fred Stolle                 | Clark Graebner Dennis Ralston              | 6–4, 6–4, 6–4             |
| 1967 | John Newcombe Tony Roche                | Bill Bowrey Owen Davidson                  | 6–8, 9–7, 6–3, 6–3        |
| 1968 | Bob Lutz Stan Smith                     | Arthur Ashe Andrés Gimeno                  | 11–9, 6–1, 7–5            |
| 1969 | Ken Rosewall Fred Stolle                | Charles Pasarell Dennis Ralston            | 2–6, 7–5, 13–11, 6–3      |
| 1970 | Pierre Barthès Nikola Pilić             | Roy Emerson Rod Laver                      | 6–3, 7–6, 4–6, 7–6        |
| 1971 | John Newcombe Roger Taylor              | Stan Smith Erik van Dillen                 | 6–7, 6–3, 7–6, 4–6, 7–6   |
| 1972 | Cliff Drysdale Roger Taylor             | Owen Davidson John Newcombe                | 6–4, 7–6, 6–3             |
| 1973 | Owen Davidson John Newcombe             | Rod Laver Kenneth Rosewall                 | 7–5, 2–6, 7–5, 7–5        |
| 1974 | Bob Lutz Stan Smith                     | Patricio Cornejo Jaime Fillol              | 6–3, 6–3                  |
| 1975 | Jimmy Connors Ilie Năstase              | Tom Okker Marty Riessen                    | 6–4, 7–6                  |
| 1976 | Tom Okker Marty Riessen                 | Paul Kronk Cliff Letcher                   | 6–4, 6–0                  |
| 1977 | Bob Hewitt Frew McMillan                | Brian Gottfried Raúl Ramírez               | 6–4, 6–0                  |
| 1978 | Bob Lutz Stan Smith                     | Marty Riessen Sherwood Stewart             | 1–6, 7–5, 6–3             |
| 1979 | Peter Fleming John McEnroe              | Bob Lutz Stan Smith                        | 6–2, 6–4                  |
| 1980 | Bob Lutz Stan Smith                     | Peter Fleming John McEnroe                 | 7–6, 3–6, 6–1, 3–6, 6–3   |
| 1981 | Peter Fleming John McEnroe              | Heinz Günthardt Peter McNamara             | Walkover                  |
| 1982 | Kevin Curren Steve Denton               | Victor Amaya Hank Pfister                  | 6–2, 6–7, 5–7, 6–2, 6–4   |
| 1983 | Peter Fleming John McEnroe              | Fritz Buehning Van Winitsky                | 6–3, 6–4, 6–2             |
| 1984 | John Fitzgerald Tomáš Šmíd              | Stefan Edberg Anders Järryd                | 7–6, 6–3, 6–3             |
| 1985 | Ken Flach Robert Seguso                 | Henri Leconte Yannick Noah                 | 6–7, 7–6, 7–6, 6–0        |
| 1986 | Andrés Gómez Slobodan Živojinović       | Joakim Nyström Mats Wilander               | 4–6, 6–3, 6–3, 4–6, 6–3   |
| 1987 | Stefan Edberg Anders Järryd             | Ken Flach Robert Seguso                    | 7–6, 6–2, 4–6, 5–7, 7–6   |
| 1988 | Sergio Casal Emilio Sánchez             | Rick Leach Jim Pugh                        | Walkover                  |
| 1989 | John McEnroe Mark Woodforde             | Ken Flach Robert Seguso                    | 6–4, 4–6, 6–3, 6–3        |
| 1990 | Pieter Aldrich Danie Visser             | Paul Annacone David Wheaton                | 6–2, 7–6, 6–2             |
| 1991 | John Fitzgerald Anders Järryd           | Scott Davis David Pate                     | 6–3, 3–6, 6–3, 6–3        |
| 1992 | Jim Grabb Richey Reneberg               | Rick Leach Kelly Jones                     | 3–6, 7–6, 6–3, 6–3        |
| 1993 | Ken Flach Rick Leach                    | Martin Damm Karel Nováček                  | 6–7, 6–4, 6–2             |
| 1994 | Jacco Eltingh Paul Haarhuis             | Todd Woodbridge Mark Woodforde             | 6–3, 8–6                  |
| 1995 | Todd Woodbridge Mark Woodforde          | Alex O'Brien Sandon Stolle                 | 6–3, 6–3                  |
| 1996 | Todd Woodbridge Mark Woodforde          | Jacco Eltingh Paul Haarhuis                | 4–6, 7–6, 7–6             |
| 1997 | Jevgenij Kafelnikov Daniel Vacek        | Jonas Björkman Nicklas Kulti               | 7–6, 6–3                  |
| 1998 | Sandon Stolle Cyril Suk                 | Mark Knowles Daniel Nestor                 | 4–6, 7–6, 6–2             |
| 1999 | Sébastien Lareau Alex O'Brien           | Mahesh Bhupathi Leander Paes               | 7–6, 6–4                  |
| 2000 | Lleyton Hewitt Maks Mirni               | Ellis Ferreira Rick Leach                  | 6–4, 5–7, 7–6             |
| 2001 | Wayne Black Kevin Ullyett               | Donald Johnson Jared Palmer                | 7–6, 6–2, 6–3             |
| 2002 | Mahesh Bhupathi Maks Mirni              | Jiří Novák Radek Štěpánek                  | 6–3, 3–6, 6–4             |
| 2003 | Jonas Björkman Todd Woodbridge          | Mike Bryan Bob Bryan                       | 5–7, 6–0, 7–5             |
| 2004 | Mark Knowles Daniel Nestor              | Leander Paes David Rikl                    | 6–3, 6–3                  |
| 2005 | Mike Bryan Bob Bryan                    | Jonas Björkman Maks Mirni                  | 6–1, 6–4                  |
| 2006 | Martin Damm Leander Paes                | Jonas Björkman Maks Mirni                  | 6–7(5), 6–4, 6–3          |
| 2007 | Simon Aspelin Julian Knowle             | Lukáš Dlouhý Pavel Vízner                  | 7–5, 6–4                  |
| 2008 | Mike Bryan Bob Bryan                    | Lukáš Dlouhý Leander Paes                  | 7–6(5), 7–6(10)           |
| 2009 | Lukáš Dlouhý Leander Paes               | Mahesh Bhupathi Mark Knowles               | 3–6, 6–3, 6–2             |
| 2010 | Mike Bryan Bob Bryan                    | Rohan Bopanna Aisam-ul-Haq Qureshi         | 7–6(5), 7–6(4)            |
| 2011 | Jürgen Melzer Philipp Petzschner        | Mariusz Fyrstenberg Marcin Matkowski       | 6–2, 6–2                  |
| 2012 | Bob Bryan Mike Bryan                    | Leander Paes Radek Štěpánek                | 6–3, 6–4                  |
| 2013 | Leander Paes Radek Štěpánek             | Alexander Peya Bruno Soares                | 6–1, 6–3                  |
| 2014 | Bob Bryan Mike Bryan                    | Marcel Granollers Marc López               | 6–3, 6–4                  |
| 2015 | Pierre-Hugues Herbert Nicolas Mahut     | Jamie Murray John Peers                    | 6–4, 6–4                  |
| 2016 | Jamie Murray Bruno Soares               | Pablo Carreño Busta Guillermo García-López | 6–2, 6–3                  |
| 2017 | Jean-Julien Rojer Horia Tecău           | Feliciano López Marc López                 | 6–4, 6–3                  |
| 2018 | Mike Bryan Jack Sock                    | Łukasz Kubot Marcelo Melo                  | 6–3, 6–1                  |
| 2019 | Juan Sebastián Cabal Robert Farah       | Marcel Granollers Horacio Zeballos         | 6–4, 7–5                  |
| 2020 | Mate Pavić Bruno Soares                 | Wesley Koolhof Nikola Mektić               | 7–5, 6–3                  |
| 2021 | Rajeev Ram Joe Salisbury                | Jamie Murray Bruno Soares                  | 3–6, 6–2, 6–2             |
| 2022 | Rajeev Ram Joe Salisbury                | Wesley Koolhof Neal Skupski                | 7–6(7–4), 7–5             |
| 2023 | Rajeev Ram Joe Salisbury                | Rohan Bopanna Matthew Ebden                | 2–6, 6–3, 6–4             |
| 2024 | Max Purcell Jordan Thompson             | Kevin Krawietz Tim Pütz                    | 6–4, 7–6(7–4)             |